# Parys Hrabia
Parys Hrabia – polski herb hrabiowski, odmiana herbu Prawdzic, nadany w Galicji.

## Opis herbu
Opis zgodnie z klasycznymi regułami blazonowania:
Tarcza dwunastodzielna z polem sercowym. W polu sercowym, srebrnym, pół lwa złotego, trzymającego w łapach takąż prawdę (przedstawianą jako lustro), wyskakującego w lewo zza muru blankowanego czerwonego (Prawdzic); w polu I, złotym, brama z krzyżem czerwona herbu Brama); w polu II, czerwonym, rycerz na koniu srebrny, trzymający w prawicy miecz wzniesiony do cięcia, zaś w lewicy tarczę z krzyżem podwójnym (Pogoń Litewska); w polu III, czerwonym, rogacina podwójnie przekrzyżowana, srebrna (Lis); w polu IV, złotym, łeb żubrzy czarny z kolcem złotym (Wieniawa), w polu V, srebrnym, trzy trąby czarne o nawiązaniach złotych w rosochę, złączone ustnikami (Trąby); w polu VI, czerwonym, rogacina przekrzyżowana i rozdarta, srebrna (Kościesza); w polu VII, czerwonym lilia podwójna srebrna (Gozdawa); w polu VIII, błękitnym, półksiężyc złoty nad którym takaż gwiazda (Leliwa); w polu IX, złotym, czerwonym, dwa groty srebrne w słup, górny ku górze, dolny ku dołowi (Bogoria); w polu X, czerwonym, orzeł czarny zrywający się do lotu, ukoronowany, o uzbrojeniu złotym, trzymający w prawej szponie miecz srebrny z rękojeścią złotą, przechodzący przez koronę złotą (Sołtyk III); w polu XI, dwudzielnym w słup, z prawej srebrnym, róg jeleni naturalny, z lewej czerwonym, róg bawoli srebrny (Rogala przedstawiony błędnie); w polu XII, czerwonym, róża srebrna (Poraj). Nad tarczą korona hrabiowska, nad którą cztery hełmy z klejnotami: Klejnot I: Pół lwa wspiętego, trzymającego prawdę, jak w godle; klejnot II: orzeł zrywający się do lotu, ukoronowany, z mieczem przeszywającym koronę, jak w godle; klejnot III: na ogonie pawim dwa groty w słup, górny ku górze, dolny ku dołowi, jak w godle; klejnot IV: na ogonie pawim półksiężyc nad którym gwiazda, jak w godle. Labry na każdym hełmie czerwone, podbite srebrem. Trzymacze: dwa lwy złote.

## Najwcześniejsze wzmianki
Nadanie tytułu hrabiego Austrii (hoch- und wohlgeboren, graf) dla Adama Parysa 6 stycznia 1808. Podstawą nadania był patent z 1775, zasługi dla domu cesarskiego, od dawna posiadane dobra ziemskie oraz sprawowane urzędy wojewódzkie i powiatowe. O potwierdzenie tytułu w Królestwie Polskim wystąpili w 1820 Kajetan, Ignacy Józef Walenty i Jan, również w imieniu siostry Katarzyny, zaś w 1821 Michał Parys. Z tytułem hrabiego w Królestwie wylegitymowano w 1837 Jana Teodora Nikodema i w 1853 Narcyza.
Adam Parys zaproponował swój własny projekt herbu hrabiowskiego. Różnił się on od zatwierdzonego kolejnością pól i dodatkowym polem 13 z godłem herbu Abdank. Lwy-trzymacze stały na wprost i patrzyły na zewnątrz, prawy trzymał chorągiew z lwem wspiętym trzymającym prawdę, zaś lewy buławę. Na tarczy korona hrabiowska z której bezpośrednio klejnot herbu Prawdzic. W aktach sprawy znajduje się też drugi projekt herbu, składającego się z pola sercowego oraz z czterech pól z książęcymi herbami Pogoń, Lis, Brama i Sołtyk. Nad każdym godłem widniała mitra książęca.

## Symbolika
Herb Adama Parysa jest przykładem herbu genealogicznego. W odróżnieniu od czterodzielnego herbu, zawiera on dłuższy wywód przodków. Wynika z niego powinowactwo obdarowanego z rodzinami: Sapiehów (Lis praprababki, Anny Sapieżanki), Chodkiewiczów (Kościesza), Wołłowiczów (Bogoria), Paców (Gozdawa), Morsztynów (Leliwa), Grzybowskich (Poraj), Ogińskich i Puzynów (Brama matki Marianny ks. Puzyna i babki ks. Ogińskiej), Czartoryskich (Pogoń prababki Teofili ks. Czartoryskiej), Wesselów (Rogala, błędny rysunek, róg bawoli wygięty odwrotnie), Woynów (Trąby) i Sołtyków (Sołtyk, na herbie nadanym jest błędna odmiana herbu, Sołtyk III). W projekcie ostatecznie odrzuconym było jeszcze nawiązanie do herbu Kiełczewskich (Abdank).

## Herbowni
Jedna rodzina herbownych (herb własny):
- graf von Parys